# 요코스카시
요코스카시(일본어: 横須賀市)는 일본 가나가와현 남동부의 미우라반도에 있는 시이다. 중핵시로 지정되어 있다.

## 지리
가나가와현 남동부에 위치한 미우라반도의 대부분을 차지하며, 도시의 동쪽은 도쿄만(우라가 수도), 서쪽은 사가미만에 접해 있다.
북쪽으로 요코하마시, 서쪽으로 즈시시, 미우라군, 남쪽으로 미우라시와 접한다.

## 역사
약 2만년 전(후기 구석기시대)에 미우라반도에 사람이 살기 시작했다는 설이 있다. 조몬 시대에 들어가면 사람들이 생활했다는 흔적인 패총도 시내에서 발견된다. 고훈 시대에는 소규모의 무늬 고분이 만들어졌고 나라 시대 중반까지는 사가미국에서 가즈사국으로 연결되는 옛 도카이도가 지나고 있었다.
시내의 무네모토지(소우겐지)는 현내 굴지의 고찰이며, 미우라군의 행정 중심지에 위치했다. 중세에는 미우라씨가 지배했고 이후 사가미미우라씨가 일대를 지배하게 된다. 센고쿠 시대에 호조씨에 의해 멸망당했고 이후 도쿠가와 이에야스의 영지가 된다. 에도 시대에는 해상에서 에도로 들어가는 관문이 되었고 등명당과 봉행소가 두어졌다. 1720년에 우라가 봉행소가 놓인 이후에는 우라가가 상업지로 번창하였다.
에도 막부 말기에는 외국 함선이 들어오는 거점이 되었으며 근대화 및 국방과 관련 있는 관음기등대, 요코스카 제철소, 요코스카 진수부 등이 설치되고 요코스카선이 개통되면서 가나가와현에서 요코하마에 이어 두 번째로 시가 되었다. 쇼와 시대에는 일본 제국 해군의 거점이 되었으며 군사시설이 있는 주변의 정과 촌을 병합하여 현재 크기의 시가 성립되었다(즈시정은 이후 분리되었다). 이 때문에 요코스카시에서는 쇼와 시대의 대합병과 비교할 만한 시정촌 합병은 행해지지 않았다.
전후에는 미군과 자위대가 주둔하였고 이후 도쿄, 요코하마의 베드타운으로 발전하였다. 인구는 1992년 5월 1일에 437,170명으로 정점에 달한 이래 일시적으로 감소하는 추세였다.

## 교통

### 철도
- 동일본 여객철도(JR 동일본)
  - 요코스카선
    - 다우라역 - 요코스카역 - 기누가사역 - 구리하마역
- 게이힌 급행 전철
  - 본선
    - 옷파마역 - 게이큐 다우라역 - 안진즈카역 - 헤미역 - 시오이리역 - 요코스카추오역 - 겐리쓰다이가쿠역 - 호리노우치역 - 게이큐 오쓰역 - 마보리카이간역 - 우라가역

  - 구리하마선
    - 호리노우치역 - 신오쓰역 - 기타쿠리하마역 - 게이큐 구리하마역 - YRP 노비역 - 게이큐 나가사와역 - 쓰쿠이하마역

## 인구
| 연도 | 인구    | ±%      |
| ---- | ------- | ------- |
| 1920 | 96,351  | —       |
| 1930 | 110,301 | +14.5%  |
| 1940 | 237,523 | +115.3% |
| 1950 | 250,533 | +5.5%   |
| 1960 | 287,309 | +14.7%  |
| 1970 | 347,576 | +21.0%  |
| 1980 | 421,107 | +21.2%  |
| 1990 | 433,358 | +2.9%   |
| 2000 | 428,645 | −1.1%   |
| 2010 | 418,325 | −2.4%   |
| 2020 | 388,078 | −7.2%   |